# John Barnard
John Barnard (London, Engleska, 4. svibnja 1946.) engleski automobilistički dizajner i inovator. U Formuli 1 je zaslužan za uvođenje tri nova koncepta: šasije od kompozita ugljičnih vlakana koji je prvi put uvedena 1981. godine s McLarenom, poluautomatskog mjenjača koji je predstavio 1989. godine s Ferrarijem kao i coke bottle oblika stražnjeg dijela karoserije.

## Životopis
Rođen je u Wembleyju u Londonu 1946. godine. Iako je dolazio iz obitelji bez trkačke baštine, kako je kazao u jednom intervjuu, Barnard je stekao diplomu na Watford College of Technology u 60-ima i za razliku od mnogih njegovih kolega, nije slijedio akademsku karijeru nego se pridružio tvrtki General Electric Company. Kao mlađi dizajner na proizvodnji šasija, počeo raditi za Lola Cars 1968., da bi svoje prve korake u Formuli 1 napravio sljedeće godine kada je tek započelo konkretno ispitivanje aerodinamičnog utjecaja za potrebe utrka.

### Godine u McLarenu
Godine 1972. se pridružio McLarenu i tu ostao tri godine radeći s Gordonom Coppuckom, tadašnjim glavnim dizajnerom. Radili su na razvoju šasije M23, a rezultat je bio osvajanje vozačkog naslova prvaka Emersona Fittipaldija 1974. i konstruktorskog naslova McLarena iste sezone.
Parnelli Jones ga je nakratko 1975. godine angažirao da radi s Mauriceom Philippeom, dizajnirajući bolid Formule 1 Parnelli VPJ4 za američku momčad. Najbolji rezultat bolida je četvrta pozicija Marija Andrettija na VN Švedske 1975. Njegov uspjeh u SAD-u privukao je pozornost novog direktora McLarenove ekipe Rona Dennisa, kojem je bio potreban dizajner koji bi njegov trud mogao učiniti uspješnim. Barnard se 1980. ponovo pridružio McLarenu. Dennis ga je postavio za šefa dizajnerskog odjela, a inženjer je svom šefu pružio revolucionarnu šasiju u svom prvom pokušaju. John je počeo raditi na bolidu MP4/1, prvoj šasiji od karbona u Formuli 1. Na VN Italije 1981., John Watson je doživio težak sudar u svom McLarenu. Mnogi su se preplašili da se Ircu dogodilo najgore, jer su takve nesreće često bivale kobne za vozača. Međutim, snaga karbonskih vlakana je sačuvala Watsona koji je ostao nepovrijeđen, a konstrukcijska moć MP4/1 prošla je glavni test.
Godine 1983. zračni tunel je pomogao Barnardu da iskoristi još jednu inovativnu dizajnersku karakteristiku koja je i danas standard u Formuli 1. Dizajn stražnjeg kraja automobila nazvan coke bottle, bio je jednako važan kao i prednji. “Omotavanjem” stražnjeg kraja u kompaktni završetak, zrak je mogao jače pritiskati stražnji dio bolida preko stražnjeg difuzora i tako povećati prijanjanje bolida. Tih godina bolidi na turbo pogon u Formuli 1 su u potpunosti stupili na snagu. Ron Dennis je koristio sve svoje vještine kako bi uvjerio Porsche da razvije 1,5-litreni motor s turbopunjačem za Barnardove dizajne. McLaren je tijekom 1984. godine osvojio 12 od 16 utrka kao i konstruktorski naslov, a Niki Lauda je iste sezone osvojio svoj treći i posljednji naslov u Formuli 1. Sljedeće dvije sezone, Alain Prost u McLarenu MP4/2B i MP4/2C osvaja svoja prva dva naslova. Barnard je krajem 1986. napustio McLaren i prešao u Ferrari.

### Godine u Ferrariju
U Ferrariju je Barnard proveo tri sezone. Godine 1989. je dizajnirao ono što će postati poznato kao F1-89 sa šasijom monokoka od kevlara i karbonskih vlakana. Barnard je radio na primjeni elektronskog mehanizma za promjenu stupnja prijenosa danas poznatog kao poluautomatski mjenjač kojim se upravlja preko dva prekidača na upravljaču. Ovaj revolucionarni sistem pokazao se krhkim pri testiranju početkom 1988. godine i mnogi su smatrali da neće uspjeti. Ipak Nigel Mansell je Ferrari 640 V12 doveo do pobjede na VN Brazila i VN Mađarske, a Gerhard Berger na VN Portugala.

### Prelazak u Benetton
Barnard se pridružio Benettonu 1990. godine, no momčad je već imala svoj B189. Stoga je Barnard uz pomoć Roryja Byrnea razvijao novi dizajn kako bi stvorio ono što će postati poznato kao B190. Prije završetka sezone, Nelson Piquet je upisao dvije pobjede s B190 na posljednje dvije utrke sezone, VN Japana i VN Australije. Sljedeće 1991., Barnard je stvorio B191 sa svojim visokim nosom, čistim linijama i mnogo čvršćim zavijenim bočnim elementima i stražnjim dijelom. U tom bolidu je Michael Schumacher odvozio svoje prve utrke za Benetton, a Piquet na VN Kanade stigao do svoje posljednje pobjede u Formuli 1. Sredinom 1993. Barnard je napustio Benetton zbog spora oko financija, te se ponovo pridružio Ferrariju.

### Povratak u Ferrari
U Ferrariju je john pokušao pojednostaviti dizajn bolida, na način da je zadržao je podignut nos, nalik na metak, i dodatno pročistio kokpit vozača. Težio je što većoj kompaktnosti bočnih dijelova bolida. Krenuvši u sezonu 1996. godine, Jean Todt i Michael Schumacher su željeli vratiti staru slavu Scuderije. Testirajući 412T2, Schumacher je izjavio da će njegova obrana naslova prvaka biti puno lakša. Nažalost, zbog nesuglasica s talijanskom momčadi, Barnard je bio sve bliže ponovnom napuštanju Ferrarija. Morao je donijeti odluku jer je dosta napora uložio u dizajn F310B za sezonu 1997. godine, ali je tada ipak odlučio napustiti momčad. John je imenovao nekoliko talentiranih dizajnera i inženjera koji su mogli zauzeti njegovo mjesto.

### Arrows i Prost
Nakon napuštanja Ferrarija, Barnard je osnovao svoj vlastiti projekt pod nazivom B3 Technologies. Pod tim nazivom je radio za Arrows 1998., da bi ga nakon toga angažirao tim Alaina Prosta, Prost Grand Prix, gdje je imao ulogu tehničkog savjetnika u sezoni 1999. Nakon 2001. Barnard je još jednom napustio Formulu 1. Pokušao je dati svoju stručnost svijetu Moto GP-a, postajući tehnički direktor za Kennyja Robertsa. Ovaj korak u svijet motocikala je bio kratak i John je svijet moto utrka ostavio iza sebe.
Godine 2008. je prodao svoju tvrtku B3 Technologies, a 2018. pisac Nick Skeens je objavio Barnardovu biografiju Savršeni automobil, uz usku suradnju Barnarda i prilog mnogih njegovih suradnika, vozača i suparnika.